# Расстрел в Монодентри
Расстрел в Монодентри Лаконии (греч.  Η εκτέλεση στο Μονοδένδρι Λακωνίας :250) — расстрел 118 человек греческого гражданского населения, совершённый солдатами Вермахта 26 ноября 1943, в местности Монодентри, Лаконии, во время тройной, германо-итало-болгарской, оккупации Греции, в годы Второй мировой войны.
Расстрел положил начало волне подобных кровавых событий на полуострове Пелопоннес в последний период оккупации Греции.

## События предшествовавшие расстрелу
Пытаясь приостановить рост партизанского движения в Греции, немецкое командование, среди прочих мер, использовало меру многократного ответа за каждого убитого немецкого солдата.
Аресты членов Коммунистической партии Греции (КПГ), или просто симпатизирующих Национально-освободительному фронту (ЭАМ) носили не только превентивный характер, но ставили своей целью создания числа заложников для ответных мер.
Вечером 23 октября 1943 года немцы и коллаборационисты Л. Вреттакоса устроили в Спарте облаву, врываясь в дома. С помощью коллаборационистов в масках, были арестованы 550 человек
состоявших в Национально-освободительном фронте (ЭАМ) и членов Компартии Греции (КПГ).
Среди них были члены областного комитета ЭАМ К. Ятракос, председатель общества юристов, хирург Х. Карвунис и А. Зервобеакос, директор отделения Национального банка Греции:254.
25 ноября 1943 года колонна немецких армейских грузовиков с 40 солдатами попала в засаду партизан Народно-освободительной армии Греции (ЭЛАС) в Монодентри, между городами Спарта и Триполи.
Выжил только один немецкий солдат, который и принёс весть в Триполи:251.

## Без щитов и копий
В первоначальном объявлении о ответных мерах на немецкие потери было только 100 имён.
В своём большинстве это были заложники состоявшие в Национально-освободительном фронте (ЭАМ) или были членами Коммунистической партии Греции (КПГ):251.
Впоследствии к ним прибавились ещё 18 человек, пастухов и крестьян, случайно оказавшихся в регионе:254.
Кроме других свидетелей, расстрел был описан переводчиком немцев, который бежал через 8 дней в расположение 8-го полка ЭЛАС:254.
В полдень 26 ноября к месту боя в Монодентри прибыла колонна немецких грузовиков и высадила 118 заложников.
300 немцев, опасаясь партизан, заняли окружающие место расстрела высоты.
Зная что их ждёт, заложники стали прощаться друг с другом.
Получив разрешение немецкого офицера, юрист Ятракис держал речь перед заложниками. Ятракис говорил о новом рабстве и о новой Освободительной войне.
Обращаясь к древности Спарты Ятракис продолжил:
«Там, под вершинами Тайгета, наша прекрасная Спарта, набирают цвет апельсины на деревьях, течёт вечный Эвротас. Но на улицах города без стен ходят Эфиальты, вместе с иноязычными варварами. И нас здесь мало, чтобы защитить честь города. Нас меньше даже чем 300. Нас 118, без щитов и копий, но умираем храня дух Леонида».

## Христос Карвунис

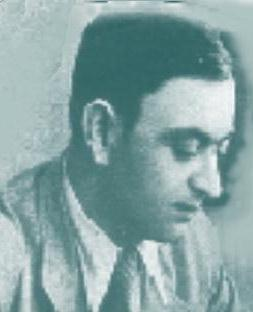
Хирург Христос Карвунис.

Врач Христос Карвунис родился в селе Арахова Лаконии 16 июля 1903 года. Учился медицине в Германии, где получил специальность хирурга. В 1928 году вернулся в Спарту, где открыл собственную клинику. Совершив около 3 тысяч хирургических операций, получил большую известность в регионе.
В греко-итальянскую войну 1940-41 годов служил в тыловых госпиталях в Салониках и Наусе.
С началом оккупации примкнул к греческому Сопротивлению. В начале 1943 года был арестован итальянцами за медицинскую помощь оказанную преследуемому оккупационными властями греческому офицеру. Был освобождён после выхода Италии из войны.
Будучи членом областного комитета ЭАМ оказался в заложниках, а затем на месте расстрела в Монодентри.
На место расстрела прибыл мотоциклист из Триполи, с срочным посланием от немецкого командования, согласно которому, учившийся в Германии врач Карвунис не подлежал расстрелу.
Карвунис принял дар жизни, при условии отмены расстрела всех заложников.
Получив отказ и видя, что среди заложников было 7 несовершеннолетних, Карвунис начал переговоры о отмене расстрела для них, а затем хотя бы для двух из 4-х несовершеннолетних братьев Дзиванопулос.
Получив вновь отказ, Карвунис громко заявил в лицо возглавлявшего расстрел офицера: «Вы — варвары. Я стыжуть того, что потратил 8 лет своей жизни в вашей стране. 8 лет выброшенных на ветер». Немец побагровел от гнева, Карвунис получил удар прикладом.

## Расстрел
Заложников выстроили в ряд. Они начали петь Национальный гимн и песню Танца Залонго:
Рыба не живёт на суше,
и цветы в песках,
эллины не могут
без свободы, в кандалах.
Карвуниса по прежнему пытались вывести из ряда. Карвунис отвечал «Здесь, в Спарте, древний закон гласит — или все или никто»
Кто-то из немцев попытался вывести его силой и при этом сломал ему руку.
Нотис Перъялис, свидетель расстрела, пишет, что когда заложники пели, старший из немецких офицеров побледнел как воск. Он пишет, что рука офицера поднималась медленно, как будто-её поднимала невидимая лебёдка, после чего резко упала, как будто бы оборвался трос. Это был сигнал. Заработали 4 пулемёта.
117 были расстреляны. Оставался Карвунис.
Исполняя приказ, немцы заявили, что он останется жить. Карвунис выкрикнул «Нет, Варвары!». Ему прострелили руки и ноги. После выкрика «Да здравствует ЭАМ», Карвуниса пристрелили насмерть:255.

## Выживший
Несовершеннолетний Михалис Цингакос был самым молодым из расстрелянных 118. Ему одному было суждено выжить. Цингакос рассказывает.
«Перед расстрелом немецкий солдат стал раздавать чёрные повязки на глаза. С дерзостью своего возраста и воодушевлённый поведением врача Карвуниса, я ответил „Никс!“
Стоявший справа от меня сказал „Ладно мы, но ты, Михалис ?“. Я повернул голову к нему и в это время раздался приказ „огонь“.
Я почувствовал ожог на лбу, на меня упал мой сосед гигант, моё лицо было покрыто кровью и чьими-то мозгами».
Остававшихся ещё живыми немцы достреливали. Цингакос пролежал без движения несколько часов. Ночью выбрался и был спрятан в горах семьёй пастухов и оставался там 8 месяцев.

## Дилемма матери
Расстрел четырёх несовершеннолетних братьев Дзиванопулосов был произведен по требованию коллаборациониста Л.Вреттакоса. Отвечая на запрос немцев перед отправкой на расстрел Вреттакос писал: "Четыре сына Дзиванопулоса не только не должны быть освобождены, но вызывает удивление как до сих пор они не были расстреляны. Демосфен и Иоаннис активные члены ЭАМ, Сократ и Параскевас члены боевой группы ЭАМ-ЭПОН:254.
На вопрос матери, Элени Дзиванопулу, «всех четырёх ?» коллаборационисты ответили дилеммой «выбери и спаси одного».
Мать не выбрала ни одного, потеряла рассудок и долгое время бродила на месте расстрела своих сыновей.
Ставрос Псимогеракис в своей поэме так передаёт её трагическую дилемму и ответ:
какая сука мать
детей своих выбирает
Всех четырёх берите
На алтарь Отечества нашего
Свободы нашей дорогой
Пусть станут солнечным лучом

## Калаврита
После начала Гражданской войны, когда бойцов ЭАМ-ЭЛАС обвиняли во всех грехах периода оккупации, газета «Голос Калаврита» от 5 ноября 1946 года связала Расстрел в Монодентри с последовавшей 13 декабря 1943 года Резнёй в Калаврита. Газета опубликовала приказ 3-й дивизии ЭЛАС от 4 декабря 1943 года, согласно которому, в ответ на расстрел 118 человек гражданского населения в Монодентри, командование дивизии приказывало отделить немцев от пленных других национальностей и расстрелять.
После расстрела пленных последовала волна карательных операций немецкой армии и убийств гражданского населения Пелопоннеса, достигших своей кульминации 13 декабря Резнёй в Калаврита.

## Второй расстрел в Монодентри
Террор оккупантов был не в силах остановить греческое Сопротивление. Всего через 4 месяца, 13 марта 1944 года, в Коккинолуца, в нескольких километрах от места расстрела в Мондентри, колонна немецких автомобилей попала в засаду партизан ЭЛАС и была полностью уничтожена. В этой своего рода акции отомщения были убиты все (около 200) немецкие солдаты.
В ответ, немецкое командование вновь организовало расстрел в Монодентри. На этот раз, не следуя принципу многократного ответа, немцы расстреляли «всего» 45 человек, согласно списка представленного коллаборационистом подполковником К. Костопулосом:104.